# 格拉特旺山
46°52′52″N 9°42′51.9″E / 46.88111°N 9.714417°E
格拉特旺山（Glattwang），是瑞士的山峰，位於該國東南部，由格勞賓登州負責管轄，屬於普萊蘇爾阿爾卑斯山脈的一部分，海拔高度2,376米，每年平均降雨量1,729毫米。